# آمریکا، بخش اسلاپسک
امریکا، بخش اسلاپسک (به لاتین: Ameryka, Słupsk County) یک منطقهٔ مسکونی در لهستان است که در Gmina Główczyce واقع شده‌است.